# Корман, Андрей Александрович
Андрей Александрович Корман (род. 3 августа 1970 года) — заслуженный мастер спорта России (подводное ориентирование).

## Карьера
Подводным ориентированием занимается с 1984 г.
23-кратный победитель Кубка России, 33-кратный чемпион России, бронзовый призёр чемпионата СНГ 1991 года. 20-кратный чемпион вооруженных сил России, неоднократный бронзовый и серебряный призёр чемпионатов Вооруженных сил.
С 1991 года в составе сборной России принимает участие во всех крупных международных соревнованиях, таких как Кубок мира, Чемпионат мира и Европы.
33-кратный победитель этапов Кубка мира по подводному ориентированию, абсолютный победитель Кубка мира в 1997, 1998 и 1999 годах, бронзовый призёр финала Кубка мира 2003 г. Семикратный абсолютный победитель Кубка мира в командном зачете в составе сборной команды СКА-РОСТО Смоленск 1998, 1999, 2000, 2003, 2004, 2005, 2006 годах. В составе сборной команды РОСТО 10-кратныq абсолютныq победителm Rубка мира в общем командном зачете.
Четырёхкратный чемпион Европы 1993, 1995, 2002, 2004 годов, серебряный и бронзовый призёр 1997, 2004, 2008 годов, 3-кратный чемпион мира 1998, 1999, 2003 годов, серебряный и бронзовый призёр 1998, 1999, 2003, 2007 годов.
Главный тренер сборной команды СКА-РОСТО Смоленск по подводному ориентированию.
В 2000 году окончил СГАФКСиТ (бывш. СГИФК). Президент Смоленской федерации подводного спорта, тренер спортсменов Смоленской области и города Смоленска.